# 胡安·塞巴斯蒂安·贝隆
胡安·塞巴斯蒂安·贝隆（西班牙語：Juan Sebastián Verón，西班牙語發音：[ˈxwan seβasˈtjam beˈɾon]，单独使用時，Sebastián发音为[seβasˈtjan]，1975年3月9日—），通稱贝隆，曾是阿根廷國家足球隊隊員，司職正中場。於2004年獲選FIFA 100。
他的父親是前阿根廷球星胡安·拉蒙·贝隆（Juan Ramón Verón），綽號「巫師」（La Bruja）。因此贝隆得到了「小巫師」（La Brujita）的綽號。

## 生平
贝隆之前效力过拉普拉塔大学生、小保加、森多利亞、拉素、曼联、車路士、国际米兰七家俱乐部。其中他在意大利的拉素表現最為出色，被認為是世界上最佳中場大腦。之後1998年世界盃上的出色發揮，也奠定了他這一位置。
2001年贝隆转会曼联、車路士乃贝隆表現最差的時期，皆因他未能適應英超打法，只曾在加盟初期於2001年獲得 9 月份英超「每月最佳球員」，更因背傷缺陣三個月，於是於2004年被租借回意大利，效力国际米兰，結果表現回勇並成為隊中靈魂，2005年6月繼續租借國際米蘭，2005年8月21日於加時射入唯一入球以 1-0 擊敗祖雲達斯，協助國際米蘭奪得意大利超級盃。至2006年重返阿根廷加盟大学生。
迄今，贝隆参加了1998年、2002年和2010年三屆世界杯。不過在2002年世界杯上，他的表現未能令人滿意。他的失常發揮，被一些人認為是阿根廷未能於小組出線的主因之一。其後國家隊中場人才不停湧現，贝隆最終沒有入選国家队出戰2006年世界盃。

## 風格
贝隆传球极其精准，其远射和任意球也非常出色，而且拥有不俗的控球能力。他的中长距离过顶传球，以及长传转移，是他个人最突出的两项技术。由于他的这些技术特点以及不错的身体条件，曾有教练试图把他改造成为类似列當度的后腰，但是由于他的防守和抢断能力一般，最终没有能够实现。
与他在国家队的竞争对手，如里克尔梅等人不同的是，贝隆的风格比较欧洲化，而且他的技术细緻度也不及里克尔梅那种正宗的進攻中場。这虽然使他易于在欧洲联赛立足，却很难得到阿根廷国人的青睐。而且他的动作速率和绝对速度不快，这被认为是他在讲究快节奏和高强度的英超没有获得成功的主要原因。

## 軼聞
贝隆个人极为崇拜阿根廷出身、活躍於古巴的游击队领袖，且右臂纹身有其头像。
1996年，阿根廷博卡青年队来四川打商业比赛，全兴队对贝隆感兴趣，博卡表示可包括贝隆在内的3名球员捆绑100万美元。同年夏天，贝隆转会意甲桑普多利亚。

## 榮譽
本土
- 阿根廷乙組聯賽：1995年
- 意大利盃：1999年、2000年、2005年、2006年
- 意大利甲级联赛：2000年、2006年
- 意大利超級盃：2000年、2005年
- 英格蘭超級聯賽：2003年
- 阿根廷甲組聯賽：2006年（春季聯賽）

歐洲
- ：1999年
- ：1999年